# Randall (Minnesota)
Randall é uma cidade localizada no estado americano de Minnesota, no Condado de Morrison.

## Demografia
Segundo o censo americano de 2000, a sua população era de 535 habitantes.

## Geografia
De acordo com o United States Census Bureau tem uma área de
5,4 km², dos quais 5,4 km² cobertos por terra e 0,0 km² cobertos por água.

## Localidades na vizinhança
O diagrama seguinte representa as localidades num raio de 28 km ao redor de Randall.